# Buffalo Soldiers
Bufflo Soldiers (bra: Guerreiros Buffalo; prt: Os Polícias do Mundo) é um filme de 2001 dirigido por Gregor Jordan. Foi baseado no romance de Robert O'Connor de 1993. Estreou no Festival Internacional de Cinema de Toronto de 2001.

## Sinopse
Fala sobre as atividades enganadoras de um grupo de soldados estadunidenses, na Alemanha Ocidental, durante o período da queda do Muro de Berlim.

## Elenco
- Joaquin Phoenix.... Ray Elwood
- Ed Harris.... coronel Berman
- Scott Glenn.... sargento Harris
- Anna Paquin.... Robyn Lee
- Elizabeth McGovern.... Sra. Berman
- Haluk Bilginer.... O Turco
- Michael Peña.... Garcia
- Gabriel Mann.... Knoll
- Dean Stockwell.... general Lancaster

## Recepção
No agregador de críticas dos Estados Unidos, o Rotten Tomatoes, na pontuação onde a equipe do site categoriza as opiniões da  grande mídia e da mídia independente apenas como positivas ou negativas, o filme tem um índice de aprovação de 73% calculado com base em 114 comentários dos críticos. Por comparação, com as mesmas opiniões sendo calculadas usando uma média aritmética ponderada, a nota alcançada é 6,5/10 que é seguida do consenso dizendo que "no geral, esta comédia cáustica atinge mais de seus alvos do que erra."
Em outro agregador de críticas também dos Estados Unidos, o Metacritic, que calcula as notas das opiniões usando somente uma média aritmética ponderada de determinados veículos de comunicação em maior parte da grande mídia, tem uma pontuação de 56/100, alcançada com base em 35 avaliações da imprensa anexadas no site, com a indicação de "revisões mistas ou neutras".